# Colosseum: Road to Freedom
Colosseum: Road to Freedom (оригинални назив: Gladiator: Road to Freedom in Japan) је видео-игра за конзолу Плејстејшн 2. Игра представља жанровску комбинацију борилачке игре и РПГ-а. Радња се одиграва у Римском царству за време цара Комода. 